# Centropages abdominalis
Centropages abdominalis är en kräftdjursart som beskrevs av Sato 1913. Centropages abdominalis ingår i släktet Centropages och familjen Centropagidae. Inga underarter finns listade i Catalogue of Life.